# Indo-Europeanen

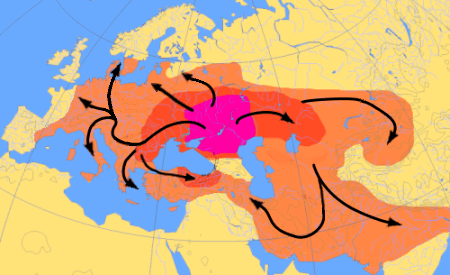
De vermoedelijke Indo-Europese expansie tussen 4000 en 1000 v.Chr. volgens de Koerganhypothese.

De Indo-Europeanen (verouderd: Indo-Germanen en Indo-Ariërs) waren een prehistorisch volk en sprekers van het Proto-Indo-Europees. Daarmee staan ze tot op zekere hoogte genetisch, maar vooral cultureel en zeker taalkundig aan de basis van het huidige Indo-Europese cultuurgebied, waar Indo-Europese talen gesproken worden. Over de datering en lokalisering van het oervolk bestaat discussie. De prominentste opvattingen plaatsen de Indo-Europeanen in de Pontische steppe in het vijfde en vierde millennium v.Chr., of in Anatolië in het negende en achtste millennium v.Chr.
Het onderzoek naar de verwantschap van de Indo-Europese talen kwam langzaam op gang in de achttiende eeuw. Tegenwoordig spreekt men van Indo-Europese studies. Belangrijk daarbij is taalkundig en filologisch, maar ook archeologisch en soms genetisch onderzoek. Omdat een taalgemeenschap ook een bepaalde cultuur bezit, valt het onderzoek naar de geschiedenis, identiteit en cultuur van de Indo-Europeanen ook onder het vakgebied. Zo bestaat naast en aanvullend op vergelijkende taalkunde tevens vergelijkende mythologie, waarbij de hypothetische godsdienst en mythen van de Indo-Europeanen gereconstrueerd wordt.
Harde bewijzen zijn niet altijd te vinden om uitspraken over de Indo-Europeanen te onderbouwen. Weinig archeologisch bekende culturen kunnen zonder meer aangewezen worden als Indo-Europees, en er bestaan ook geen geschreven bronnen uit de periode. Vaak behoudt onderzoek daarom een hypothetisch karakter.
De term Indo-Europeaan wordt in Nederland ook gebezigd als synoniem van Indische Nederlander.

## Periodisering
Op basis van de oudste geschreven bronnen en een inschatting van het tempo waarop taal verandert, is aangenomen dat het Proto-Indo-Europees gesproken moet zijn geweest vóór 2000 v.Chr. Omdat de woordenschat een laat-paleolithische economie laat zien (domesticatie van planten en dieren, keramiek), moet het gesproken zijn ná 8000 v.Chr. Omdat de latere woordenschat ook woorden bevat voor bijvoorbeeld de ploeg, de kar en wol, is het onwaarschijnlijk dat zij deel gingen uitmaken van het Proto-Indo-Europees vóór 4000 v.Chr. Dergelijke cultuurtermen kunnen evenwel prima verbreid zijn over een Indo-Europees taalgebied dat al in beweging was. Een schatting dat het late Proto-Indo-Europees vermoedelijk rond 4000 v.Chr. gesproken is, zegt daarom nog niet veel over de verbreiding van de dialecten ervan.
De oudste aftakking van de Indo-Europese taalfamilie is de Anatolische (Hettitisch, Luwisch, Palaïsch). Door het eigen karakter van deze groep moet hij in een zeer vroeg stadium van de Proto-Indo-Europese hoofdgroep afgescheiden zijn, ergens in het vierde millennium v.Chr. Bepaalde nieuwe ontwikkelingen die te zien zijn in het Grieks, Armeens en Indo-Iraans suggereren dat deze talen tot eenzelfde dialectgroep behoord hebben. Vermoedelijk was die als zodanig te onderscheiden in de loop van hetzelfde millennium. Het bestaan van een Mitannisch Indo-Iraans dialect halverwege het tweede millennium v.Chr. wijst erop dat de Indo-Iraanse hoofdgroep niet later dan het derde millennium v.Chr. uiteenviel.
Halverwege het tweede millennium v.Chr. worden enkele Griekse dialecten aangetroffen, namelijk het Myceens, Arcado-Cypriotisch, Ionisch en Aeolisch. Het ene is niet uit het andere ontstaan. Ze gaan gezamenlijk terug op een gemeenschappelijke bron, die vermoedelijk bestaan heeft aan het eind van het derde of begin van het tweede millennium v.Chr.
Deze globale tijdlijn is evenwel niet compatibel met de Anatolische hypothese, die het Proto-Indo-Europees enkele millennia vroeger plaatst.

## Thuisland
Het probleem bij het bepalen van het oorspronkelijke kerngebied is dat men niet kan weten wat men precies zoekt. Het Proto-Indo-Europees vormt zelf immers een deel van een grotere, oudere taalfamilie. Daarvoor zijn bijvoorbeeld het Proto-Indo-Oeralisch en het Nostratisch gepostuleerd. Het Proto-Indo-Europees is daarom geen duidelijk moment in de geschiedenis en beslaat evenmin een helder afgebakend gebied. Op hetzelfde moment moeten namelijk ook verwante dialecten bestaan hebben. De ontwikkeling van de proto-taal beslaat eeuwen of misschien een of twee millennia, en in die tijd kan er van alles zijn veranderd. Het vaststellen van het thuisland is daarom een erg ruwe benadering.
Belangrijk is ook dat rekening gehouden wordt met de identificatie van leenwoorden en zelfs genetische verwantschap met andere taalfamilies, zoals het Oegrisch en het Semitisch. Als dergelijke verbanden correct zijn, dan ligt het voor de hand dat het Indo-Europese thuisland zodanig ligt, dat dergelijke uitwisselingen mogelijk zijn. De Pontische steppe laat dit toe.
Een ander punt is dat het Proto-Indo-Europees waarschijnlijk niet gesproken werd in een gebied waar in een vroeg stadium een niet-Indo-Europese taal gesproken werd. Zo zijn er oude schriftelijke bronnen overgeleverd van bijvoorbeeld het Soemerisch, Egyptisch, Hurritisch, Hattisch en Elamitisch.
Verschillende plaatsen zijn als Indo-Europees thuisland aangewezen. In de negentiende eeuw had men de neiging die te zoeken in Azië. In de twintigste eeuw neigt men echter meer naar Europa. Tezamen verschillen ze van Noord-India en Armenië tot de Baltische regio, Balkan, Kaukasus en Centraal-Europa. Twee belangrijke hypothesen zijn thans de Pontisch steppe en Anatolië. De eerste heeft de meeste aanhang. Beide vinden in archeologische termen echter weinig tot geen bewijs op basis waarvan de betrekkelijk snelle en grote verbreiding in Indo-Iraans Azië verklaard kan worden.

### Anatolische hypothese

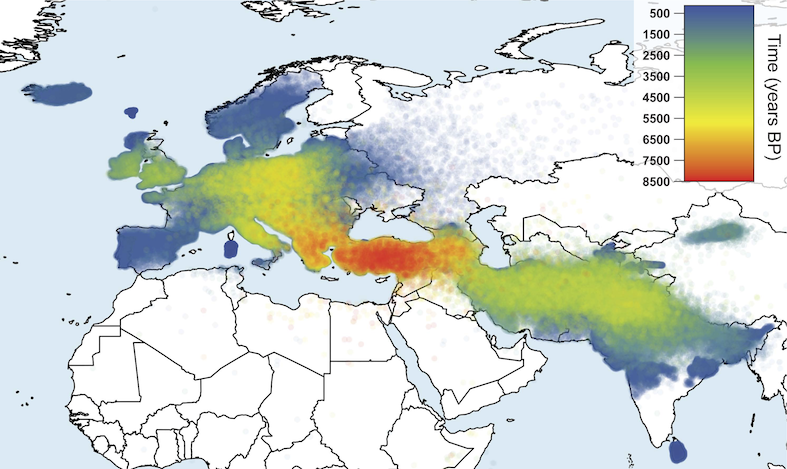
Kaart die de Indo-Europese expansie vanuit Anatolië laten zien volgens berekeningen. in hun studies van de afgelopen twaalf jaar. Echter, er is onder andere geen rekening gehouden met het niet-verwante Etruskisch.

De Anatolische hypothese wordt vooral aangehangen door Colin Renfrew, Tamaz Gamkrelidze en Vjatsjeslav Ivanov (laatste twee stelden eerder nog de Kaukasus voor als thuisland). De hypothese verbindt de Indo-Europese expansie met de verspreiding van de landbouw. De landbouw verbreidde zich vanuit Anatolië naar de Balkan richting Centraal-Europa. Daarvoor bestaat ook archeologisch bewijs. Voor de rest van Europa is deze verklaring echter moeilijker, hoewel de trechterbekercultuur als Indo-Europees beschouwd is. Vanuit de Balkan zou de agrarische Indo-Europese cultuur via de steppen tot voorbij de Oeral verspreid zijn, en vandaar naar het zuiden, richting Iran en India.
Dit is onzeker. De verbreiding van de landbouw, ook richting de Balkan, kan tevens gedragen zijn door gemeenschappen die geen Indo-Europese taal spraken, zoals Hattiërs of sprekers van Kaukasische talen. Een neolithische expansie levert vervolgens moeilijkheden op met de latere maar algemeen Indo-Europese woorden voor 'wol', 'ploeg', 'kar' en dergelijke, waar toen nog geen sprake van was. Ook is er geen bewijs voor een expansiegolf vanuit de Balkan richting de steppen. Integendeel, er zijn aanwijzingen dat agrarische cultuur in Zuid-Rusland geïntroduceerd werd via de Kaukasus. Nog een andere moeilijkheid is dat de gekende Indo-Europese culturen in Anatolië ‘slechts’ een superstraat vormden. Een laatste bedenking is dat het Proto-Indo-Europees in het geheel geen woorden bevat die verwijzen naar graansoorten, zoals tarwe en gerst.
In 2002 verscheen in het wetenschappelijke blad Nature een artikel] onder de Nieuw-Zeelandse supervisie van Russell Gray en Quentin Atkinson, waarin opnieuw de Anatolische hypothese bepleit werd op basis van nieuwe, statistische, fylogenetische bepalingen. Zij plaatsen het Proto-Indo-Europees in het achtste millennium v.Chr. en stelden tevens een gewijzigde stamboom voor de taalfamilie voor. De gebruikelijke paleolinguïstische argumentatie waarbij gewezen wordt op woorden voor technologische innovatie is wat hen betreft ontoereikend. Zo stellen ze dat het reconstrueren van een woord een ding is, maar het reconstrueren van de betekenis ervan veel moeilijker is. Het onderzoek gaf aanleiding tot een reeks publicaties voor en tegen het standpunt.

### Koerganhypothese

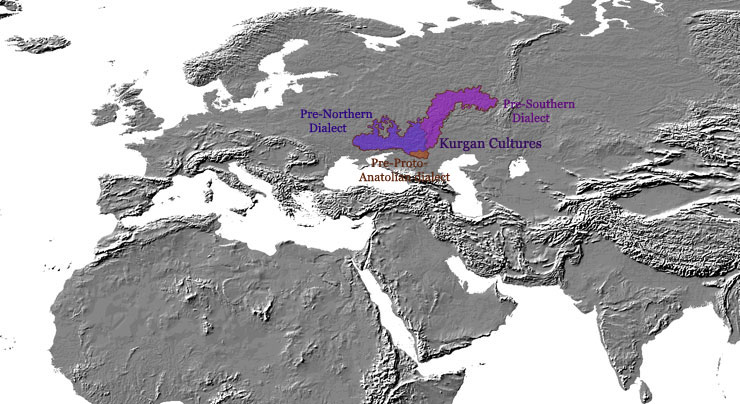
Hypothetisch Indo-Europees thuisland: koerganhypothese volgens Marija Gimbutas. Bezet gebied omstreeks 4000 v.Chr.

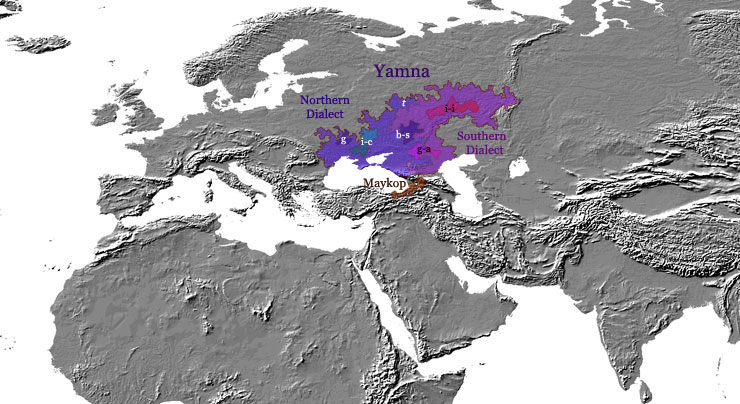
Yamnacultuur. Bezet gebied omstreeks 3000 v.Chr. G = pre-Proto-Germaans; I-C = pre-Proto-Italo-Keltisch; B-S = pre-Proto-Balto-Slavisch; G-A = pre-Proto-Grieks-Armeens; I-I = pre-Proto-Indo-Iraans. Bruin: Proto-Anatolisch.

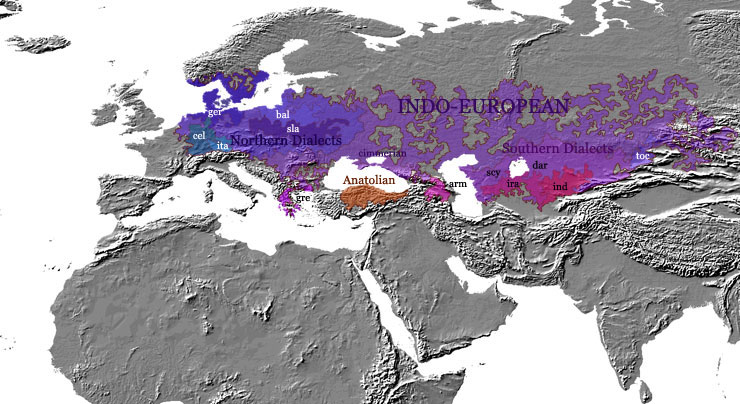
Bezet gebied omstreeks 2000 v.Chr. De Indo-Europese dialecten hebben zich meer gedifferentieerd en beginnen proto-talen te worden. Het gebied van de Touwbekercultuur valt hier ongeveer samen met de noordelijke dialecten. Het dialect van de Indo-Europese bovenlaag van de Mitanni is nergens weergegeven, evenmin als de eventuele desintegratie van de Indo-Iraanse hoofdfamilie rond deze periode.

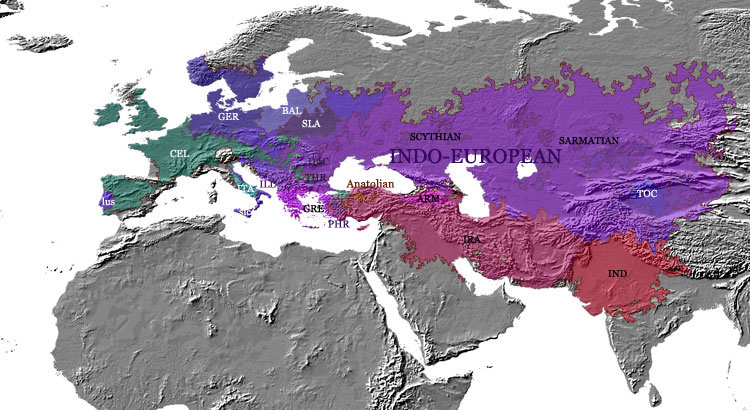
Bezet gebied omstreeks 500 v.Chr. Het probleem met veel kaarten is echter dat gebieden gemakkelijk als eentalig worden opgevat, terwijl taalgrenzen in werkelijkheid diffuus en individuen tweetalig kunnen zijn (en dus ook een niet-Indo-Europese taal kunnen spreken). Ook zijn er vermoedelijk veel Indo-Europese variëteiten geheel onbekend voor ons, waardoor de kaart (en stamboom) vermoedelijk te eenvoudig is.

De tweede breedgedragen hypothese is onder anderen bepleit door Marija Gimbutas, en staat ook wel bekend als de koerganhypothese. Diverse details van Gimbutas' theorie zijn bestreden, maar de kern vond veel aanhang. De theorie lokaliseert het thuisland in de bosrijke vlaktes en steppen van Oekraïne en Zuid-Rusland. Daar zijn ronde, prehistorische grafheuvels gevonden, koergans genaamd, die verbonden zijn met Indo-Europeanen. De westwaartse expansie begon vermoedelijk rond 4000 v.Chr. of in de eeuwen erna. De expansie wordt bij voorkeur voorgesteld met paard en (strijd)wagen. Archeologisch bewijs, zoals de typische kurgans, kan aangevoerd worden tot aan de rivier Tisza, maar in Hongarije en verder komen zij niet voor. De grootschalige herstructurering van de Balkancultuur in die tijd is niettemin geweten aan een Indo-Europese invasie, maar dit is bediscussieerd. De verbreiding oostwaarts wordt gelijk voorgesteld als bij de Anatolische hypothese. Critici beschouwen de steppecultuur echter als voorouder van de Indo-Iraniërs en Tocharen, maar niet van alle Indo-Europeanen, hoewel dit op zijn beurt weer problemen met datering geeft. Recent archeogenetisch onderzoek ondersteund echter de hypothese, en benoemde de bronpopulatie als Westelijke Steppeherders.
Als het Proto-Indo-Europees gesproken werd rond 4000 v.Chr., dan moeten dialecten zich in het vierde millennium v.Chr. ontwikkeld hebben, en is met de verbreiding van de Indo-Europeanen ook het Proto-Indo-Europees uiteengevallen in aparte groepen. Die datering valt samen met de eerste algemene bezetting van de Pontische steppe: de Yamnacultuur. Ook zijn sporen van slijtage gevonden bij paardengebitten uit die tijd, wat door archeologen David Anthony en Dorcas Brown veroorzaakt zou zijn door het dragen van een bit. Indien dit klopt, betekent het dat de Yamna en ook de Botai reeds het paard getemd hadden. Dat betekent economische en militaire voordelen, en helpt het succes van de Indo-Europese expansie te verklaren. De Yamnacultuur kwam voort uit de Sredny Stogcultuur (4500-3200 v.Chr.) en breidde zich archeologisch aantoonbaar uit tot in Hongarije en de Donau, in de periode 3100-2900 v.Chr. Ze vormt waarschijnlijk ook de basis voor de latere Andronovocultuur rond 2200 v.Chr. Men veronderstelt dat deze cultuur de basis vormt voor de latere Indo-Iraniërs, door haar culturele kenmerken en de overeenkomsten daarvan in vroege Indo-Iraanse teksten. Dat betreft vooral de constructie van graftombes en begrafenisrituelen. Voor de rest blijft de prehistorische verspreiding moeilijk te bepalen, en andere culturen in met name Europa zijn moeilijk te verbinden met de Yamnacultuur. De Touwbekercultuur wordt verondersteld de basis te vormen voor de latere Slaven, Balten, Kelten, Italiërs en Germanen.
Dat de expansie over de steppen naar het oosten en zuiden verlopen zou zijn, wordt overigens nog onderbouwd door het feit dat met name de Indo-Iraanse groep duidelijk leenwoorden uit het Oeralisch bevat. Daar komt bij dat het zowel het Vedisch als het hedendaagse Hindi veel niet-Indo-Europese woorden bevat die gerelateerd zijn aan de landbouw. Een rechtstreekse verspreiding vanuit Anatolië gepaard met de landbouwverbreiding past hier niet bij. Ook liggen veel duidelijk niet-Indo-Europese culturen tussen Anatolië en India. Het suggereert dat Indo-Ariërs de regionale agrarische cultuur overnamen nadat ze vanuit het noorden aankwamen.
In 2015 is een genetisch onderzoek gepubliceerd, waarin DNA van 69 Europeanen onderzocht is die leefden tussen 8000 en 3000 jaar geleden. De resultaten wijzen er volgens de onderzoekers op dat er in de late steentijd en vroege bronstijd een massale migratie vanuit de steppen plaatsgevonden moet hebben naar het westen toe. Op die manier wordt de Yamnacultuur verbonden met de Touwbekercultuur. Critici, waaronder aanhangers van de Anatolische hypothese, wijzen er echter op dat migratie en materiële cultuur nog niet iets hoeft te zeggen over taal. Het kan ook zo zijn dat men in de steppe een afgeleide Indo-Europese taal sprak, afkomstig uit bijvoorbeeld Anatolië.

#### Flora en fauna
Paleolinguïstiek tracht gegevens over de omstandigheden van de taalgemeenschap te achterhalen op basis van de woordenschat. Zo heeft men van oudsher het thuisland proberen te bepalen door te kijken naar woorden voor planten en dieren. Gereconstrueerd zijn bijvoorbeeld woorden voor meerdere soorten vee, *muh₂s ‘muis’, *bʰi- ‘bij’, *h₂u̯l(o)p- ~ *h₂ulp- ‘vos’, *h₂ŕ̥tḱos ‘beer’, *wĺ̥kʷos ‘wolf’ en *udrós ‘otter’, maar ook woorden voor *bʰerHǵ(o)s ‘berk’, *h₂eiǵ- ‘eik’, 'meidoorn', *bʰeh₂go- ‘beuk’, en landschapselementen als 'berg', 'rivier', 'zee' en 'meer'. Die woorden helpen echter niet, omdat de dingen waar ze naar verwijzen algemeen voorkomen in Eurazië. Ook is het (volgens sommigen) moeilijk om de betekenis van Proto-Indo-Europese woorden te reconstrueren, en is erop gewezen dat plantennamen van betekenis veranderen al naargelang de geografische omstandigheden.
Anno 2015 is de meerderheid van Indo-Europeanisten het er echter over eens dat het Proto-Indo-Europees geen woorden bevat voor Mediterrane en Zuidwest-Aziatische planten en dieren, zoals de cipres, olijf, dadel, palm, kameel en ezel. Dit suggereert een noordelijk gelegen locatie van de taal. Het lijkt er ook op dat het Proto-Indo-Europees geen woord voor 'zee' had, omdat verwante woorden met die betekenis enkel in de noordwestelijke aftakkingen aangetroffen worden. Het Griekse woord, thálassa, komt bijvoorbeeld vrijwel zeker uit een pre-Indo-Europese taal. Daar komt bij dat achttien boomsoorten gereconstrueerd zijn voor het Proto-Indo-Europees, waaronder boomsoorten die niet of nauwelijks voorkomen in Anatolië. Voorbeelden daarvan zijn de es (Fraxinus excelsior), esdoorn (Acer campestre), olm (Ulmus laevis), esp (Populus tremula), wilde appel (Malus sylvestris) en winterlinde (Tilia cordata). Andersom is dat niet het geval. Er zijn wel enkele soorten die in geen van beide voorgestelde thuislanden voorkomen (maar wel in de rest van Europa en delen van noordelijk Azië).

## Migratie
Elke stamboom van taalkundige en etnische groepen leidt tot een soort beginpunt. Daarmee dient zich het vraagstuk van Indo-Europese expansie aan.

### Waarom verbreiding?
De plaats van oorsprong noemt men thuisland (Urheimat). De eerste vraag hierbij is of zij zich inderdaad verspreid hebben over Europa, het Midden-Oosten en Zuid-Azië, of dat zij die gebieden altijd al bezet hebben sinds het late paleolithicum, circa 40.000 jaar geleden. Dat zij zich inderdaad ooit vanuit een beperkt gebied verspreid hebben, blijkt uit meerdere gegevens.
Een eerste, in het oog springend feit is dat diverse niet-Indo-Europese talen gesproken werden in het huidige Indo-Europese taal- en cultuurgebied. Die zijn thans uitgestorven of in spreiding teruggedreven. Voorbeelden zijn het pre-Romeinse Iberisch, Aquitanisch (het Baskisch is een afstammeling), Etruskisch, Sami, Finno-Oegrische talen, Lemnisch, Elamitisch en in India het Munda en de Dravidische talen. Ook in Anatolië bestonden talen die niet-Indo-Europees maar ook niet Semitisch waren, en het Hettitisch heeft duidelijk een Hattisch substraat. Zie ook Pre-Indo-Europese talen.
Ten tweede bevat het Proto-Indo-Europese lexicon woorden voor 'veeteelt', 'agricultuur', 'metalen', 'pottenbakkerij' en de 'kar'. Van die zaken was nog geen sprake in het late paleolithicum, en ze hebben zich gestaag verbreid over Europa en Azië. Omdat de woorden voor de zaken in diverse takken voorkomen, ligt het voor de hand dat de begrippen in de proto-taal zijn gevormd of geleend en zich van daar uit verspreid hebben.
Ten derde is het veronderstellen van een duidelijke proto-taal over zo’n groot gebied onwaarschijnlijk. Hoe groter het gebied, hoe groter de kans op taaldifferentiatie, zeker op lange termijn. Als één taal gesproken wordt in een groot gebied, dan ligt het voor de hand dat de sprekers van de taal die gebieden op korte termijn bezet hebben. Daarvan kan bij de Indo-Europeanen echter geen sprake zijn.

### Het karakter van de verbreiding
De verbreiding kan op verschillende, elkaar niet uitsluitende manieren worden voorgesteld. Allereerst is er de populaire voorstelling van de migratie. Een niet-Indo-Europese groep wordt (geleidelijk) verdreven, uitgemoord of overwonnen door een Indo-Europese groep. Die migratie zou ondersteund worden door economische en technische voordelen, zoals landbouwtechnieken, de domesticatie van het paard en het gebruik van strijdwagens. Goede landbouwtechnieken maken namelijk grotere bevolkingsaantallen mogelijk, wat leidt tot het koloniseren van nieuwe gebieden. Een landbouwsamenleving kan hoe dan ook eenvoudig jager-verzamelaarsgroepen met hun talen en gewoontes verdrijven. In dat kader is de hypothetische verbreiding vanuit Anatolië verbonden met de verbreiding van de landbouw. Gimbutas beschouwde paard en wagen echter cruciaal voor het migratieproces. Deze visie heeft als verklaring gediend voor het instorten van de Balkancultuur in het vierde millennium v.Chr. en de Indusbeschaving in het tweede millennium v.Chr. Vooral vroeger werd een dergelijke expansie voorgesteld als grootschalige migratiegolven.
Een tweede voorstelling is echter het geleidelijk verschuiven van taalgrenzen (zoals in België met het Frans), waarbij niet-Indo-Europese groepen Indo-Europese talen overnemen. Die taalverschuiving wordt in de hand gewerkt door sociale omstandigheden, die Indo-Europese talen bijvoorbeeld prestige verleenden. Die omstandigheden zijn echter moeilijk vast te stellen. Ze zijn politiek, religieus en economisch (handel). Als sprake is van taalverschuiving, dan gaat er hoe dan ook wellicht een stadium van tweetaligheid aan vooraf die zo’n twee generaties per sociale groep duurt, waarbij de niet-Indo-Europeanen voordeel zouden moeten halen uit het leren van Indo-Europees. Archeologen en geschiedkundigen lijken sinds de late jaren tachtig vooral de voorkeur te geven aan deze vorm van expansie, die gezien moet worden als een evolutie. Waarschijnlijk ligt de waarheid echter in het midden.

## Indo-Europeanisering

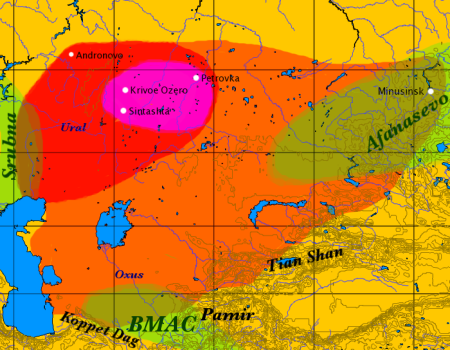
De Sintasjta-Petrovkacultuur (rood) en diens expansie, in het 2e millennium v.Chr. resulterend in de Andronovocultuur (oranje). Het archeologische complex Bactrië-Margiana (groen) is van nog latere datum. Magenta markeert het gebied waar de vroegst bekende strijdwagens gevonden zijn.

De geleidelijke expansie van het Indo-Europees wordt ook wel Indo-Europeanisering genoemd. Theoretisch gezien kan dat demografisch en cultureel zijn, maar beter is het voor te stellen als een taalkundig proces. Dat proces was niet altijd succesvol, en bovendien niet eenzijdig. Autochtone talen en culturen konden de Indo-Europeanen namelijk ook beïnvloeden.
Het Hettitisch laat in de taal, literatuur en religie duidelijke en sterke invloeden zien van de autochtone Anatolische culturen, met name de Hattische. Dat suggereert dat een groot deel van de bevolking niet-Indo-Europees was en bleef. Uiteindelijk is Anatolië niet Indo-Europees geworden, en stierf de betreffende tak van de taalfamilie er uit (evenzo is bijvoorbeeld de hellenisering van de Levant en het Midden-Oosten in de middeleeuwen ongedaan gemaakt).
Dat er soms sprake van migratiegolven en geen geleidelijke verschuiving geweest moet zijn, wordt gesuggereerd door de betrekkelijk snelle verspreiding van de Indo-Iraanse subgroep over een relatief groot gebied. Het Scytisch van de steppen wordt tegenwoordig ook tot die groep gerekend. Mesopotamische bronnen, de Iraanse Avesta en Indiase Rigveda lijken de migratie en het invasieve karakter ervan te bevestigen.
Substraatwerking van autochtone, niet-Indo-Europese culturen is bij veel Indo-Europese talen en groepen voorgesteld, onder andere bij de Grieken (zowel in hun taal als in hun religie; Dorische invasie), Germanen (pre-Germaans substraat; oorlog tussen de Asen en Wanen) en Kelten. De grootste continentaal-Keltische taal, het Gallisch, blijft relatief traditioneel, terwijl de insulaire Keltische talen sterker afwijken en duidelijk invloed van andere talen laten zien. Hoewel kruisbestuiving een feit is, blijven theorieën als de Arische invasie, Dorische invasie en de strijd tussen Asen en Wanen als neerslag van een strijd tussen Germanen en pre-Germanen voer voor discussie.
Om een indruk te geven van de mogelijke Indo-Europese verbreiding door Europa en Azië worden hierna enkele relevante culturen besproken. Latere culturen binnen het reeds door Indo-Europeanen bezette gebied blijven buiten beschouwing. Vaak zijn de verbanden tussen de archeologische culturen en de Indo-Europeanen onduidelijk en bediscussieerd.

### Anatolië
De Anatolische aftakking is de vroegste, en betekende een volledige breuk met de overige Indo-Europese cultuur, omdat de Anatolische talen geen enkele innovatie delen met wat al de andere aftakkingen zouden worden. Hoe deze Anatolische groep echter migreerde (hetzij gestage diffusie, hetzij grootschalige, snelle verhuizing), is de vraag. Via de Zwarte Zee is gezien de primitieve staat van de 'scheepvaart' erg onwaarschijnlijk. Via de kust langs de Kaukasus is een mogelijkheid, geredeneerd vanuit de koerganhypothese, hoewel dat gebergte verder een aanzienlijke barrière vormt. Volgens diezelfde hypothese was er echter ook betrekkelijk vroeg een beweging westwaarts, en het is mogelijk dat de Anatolische groep via de Balkan Klein-Azië bereikte aan het begin van de bronstijd. Bezien vanuit de Anatolische hypothese vormt de splitsing tussen de Anatolische groep en de rest een probleem qua datering, taalkunde en migratieroutes. De Anatolische groep zou bijvoorbeeld afgesplitst kunnen zijn, waarna de rest later langs de Kaukasus migreerde, waarna eerstgenoemde weer terugkeerde.

### Centraal- en Zuid-Azië

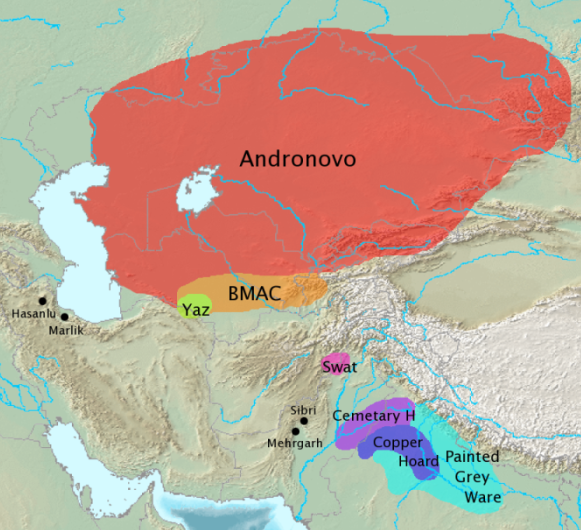
Archeologische culturen die verbonden zijn met Indo-Iraanse migraties. De Andronovo, het archeologische complex Bactrië-Margiana en de Yaz: algemeen Indo-Iraans. De paarse en blauwe: mogelijk Indo-Arisch, maar dit is erg omstreden.

In hoeverre Centraal-Azië ge-Indo-Europeaniseerd werd is onduidelijk. Na de Anatolische aftakking was de eerstvolgende splitsing die van de Tocharen richting Centraal-Azië. Zij geven aan dat Indo-Europeanen het Tarimbekken reeds in een vroeg stadium bereikten. Daarbij werd alle contact verbroken, en pas bij de formatie van de Indo-Iraanse groep is blijkbaar weer contact tussen het Tochaars en andere Indo-Europese talen ontstaan, blijkens leenwoorden. De Indo-Iraanse groep heeft zich in de regio dan ook sterk verspreid. Het is omstreden of de prehistorische Wusun, een Centraal-Aziatisch nomadenvolk uit Chinese bronnen, ook Indo-Europees waren. Mogelijk gold dit voor een deel van het stammenverbond. Enkele archeologische culturen zijn echter verbonden met de Indo-Europese verbreiding in Centraal-Azië. Na de Yamnacultuur ontstond oostwaarts de Poltavkacultuur in het derde millennium v.Chr. Daaruit volgde nog verder oostwaarts de Sintasjtacultuur (2300-1800 v.Chr.). Daarop volgde de Andronovocultuur (2000-900 v.Chr.), hoewel het gebied ervan eigenlijk niet echt monocultureel was. De Andronovobeschaving werd gekenmerkt door mobiele herderssamenlevingen, maar kende ook stadjes en fortificaties.
In de zuid- en oostwaartse expansie van de Andronovocultuur worden drie fasen onderscheiden: 1) de Alakoel-fase (2100-1400 v.Chr.), 2) de Fjodorovo-fase (1400-1200 v.Chr.), en 3) de Aleksejevka-fase (1200-1000 v.Chr.). In de eerste fasen ervan bestaat het Indo-Iraans nog als één dialect. De culturen ten zuiden ervan worden verondersteld uit de Andronovo-beschaving voortgekomen te zijn, of waren gemengd met autochtone groepen. De identificatie van de cultuur als Indo-Europees berust op de volgende gronden: men kende een pastorale levensstijl; er zijn Iraanse plaatsnamen in het gebied; historische bronnen uit het eerste millennium v.Chr. geven aan dat het gebied door Iraanssprekende stammen bewoond werd (Sarmaten, Alanen, Saken enz.); meerdere overeenkomsten tussen de cultuur en beschrijvingen in latere Indo-Iraanse teksten zijn aangetroffen. Het huidige gangbare model van Indo-Iraanse migratie vereist ook de aanwezigheid van een bepaalde cultuur in de regio.

In Zuid-Turkmenistan bestond tussen 2200 en 1700 v.Chr. vervolgens het zogeheten archeologische complex Bactrië-Margiana (Oxuscultuur). Die cultuur laat zowel noordelijke (Andronovo) als zuidelijke niet-Indo-Europese invloeden zien, en is dus vermoedelijk gemengd geweest. Ze kende landbouw en urbanisatie, maar ook nomadische veefokkers. Het paard schijnt men echter niet gebruikt te hebben. In de toekomstige Indo-Iraanse gebieden ten zuiden ervan bestonden enkele niet-Indo-Europese culturen, zoals de Hurrieten, Urarteërs, Elamieten en de Harappacultuur. Niets wijst erop dat groepen van de Androvocultuur doordrongen in die gebieden, maar Oxuscultuur-artefacten zijn wel verder zuidwaarts gevonden. Voor de notie van een Indo-Europese migratie vanuit de steppen ligt het dan voor de hand dat de steppevolkeren eerst een overgangsfase doormaakten, oftewel sterk in contact kwamen met de Centraal-Aziatische stedelijke samenleving. Het is geopperd dat deze cultuur verbonden is met de latere Parnoi en Dahae uit Griekse bronnen, die overeenkomen met de Dasas, Dasyus en Panis uit de Rigveda, en die verslagen zouden zijn door de Arya. Die moeten dan een vroegere aftakking zijn. De driedubbele, cirkelvormige forten van de Oxuscultuur komt ook overeen met de beschrijving van fortificaties in de Rigveda. Opgravingen geven voorts aanleiding tot de veronderstelling dat men de *sauma-cultus kende. Die cultus is typerend voor de Indo-Iraniërs (vergelijk Sanskriet sóma, Perzisch hōm), en diende als religieus onderscheid ten opzichte van hun vijanden.

Europa in de kopertijd: Touwbekercultuur.

### Europa
De Touwbekercultuur is vaak geassocieerd met de westelijke Indo-Europeanen, en zou het beginstadium geweest kunnen zijn voor de latere Slaven, Balten, Italo-Kelten en Germanen. De kopertijdcultuur gedijde tussen 3200 en 2300 v.Chr. De reden voor de link met Indo-Europeanen zijn: 1) het ontbreken van sedentaire resten, wat past bij de aanvankelijk pastorale levenswijze van hen, 2) de grote en betrekkelijk snelle verbreiding die samenvalt met de vermeende westwaartse expansie van de Indo-Europeanen uit de steppen, 3) de Touwbekercultuur lijkt niet inheems te zijn geweest in het gebied waar ze aangetroffen wordt, 4) grafgoederen bestonden onder andere uit strijdbijlen, een wapen dat typisch geassocieerd is met Indo-Europeanen, 5) men kende paard en wagen, 6) een alternatieve binnendringende cultuur die als basis voor onder andere de latere Balten en Germanen kan dienen is er niet. In sommige regio's overlapt de Touwbekercultuur echter met de Trechterbekercultuur (4300 - 2800 v.Chr.), waardoor substraatwerking zeker niet uit te sluiten is. Er zijn tevens aanwijzingen dat de Touwbekercultuur soms agrarische kenmerken aannam van inheemse culturen. Tegenstanders van de Indo-Europese interpretatie wijzen erop dat de vermeende Indo-Europese kenmerken, zoals paard, wagen en grafstijl, rijkelijk elders voorkomen ofwel reeds voorkwamen vóór de Touwbekercultuur.

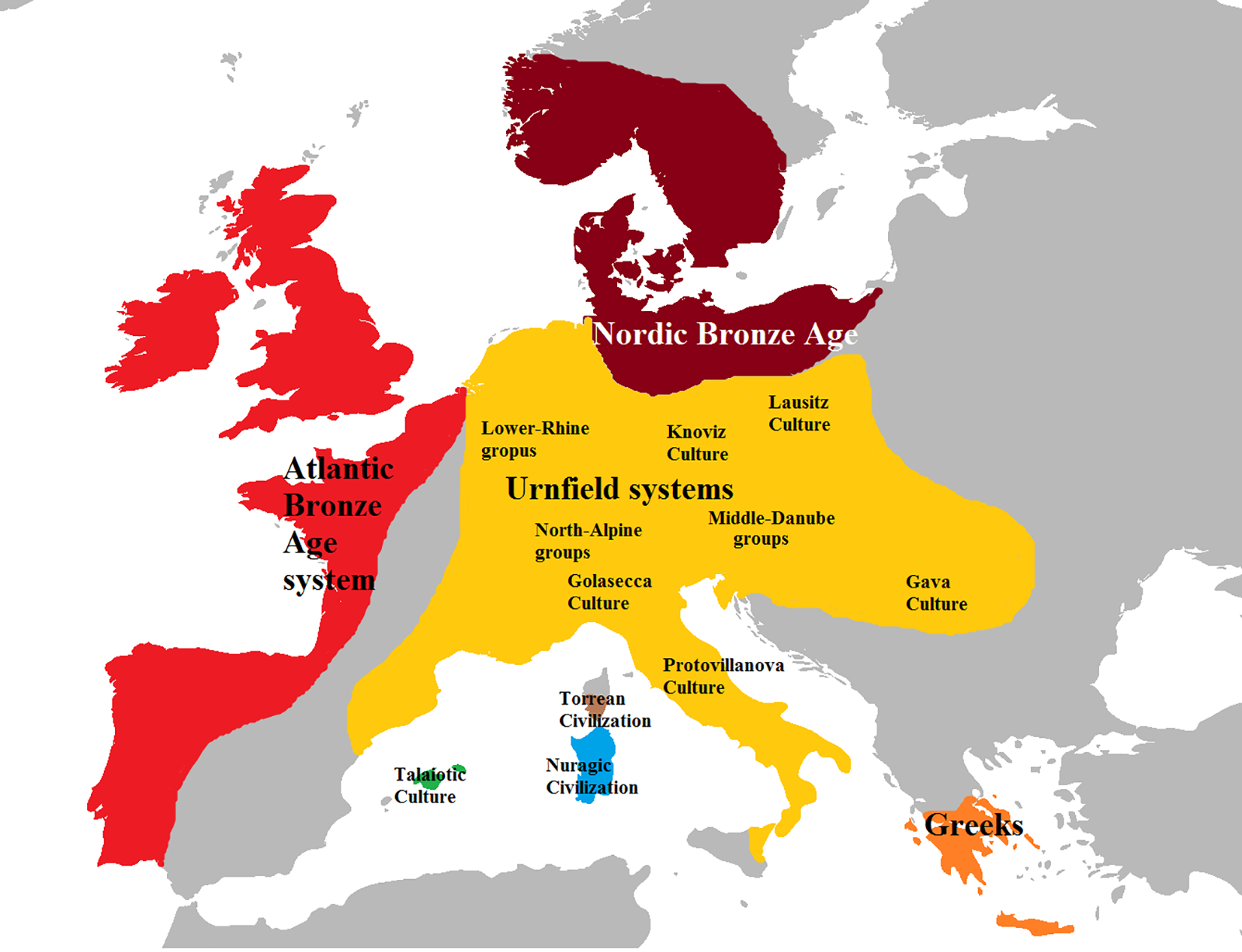
Europa in de late bronstijd, circa 1100 v.Chr. Hoewel de Indo-Europeanisering van Italië erg onduidelijk en bediscussieerd is, geeft deze kaart het schiereiland wel aan als onderdeel van de Urnenveldencultuur.

Verder westwaarts vormde zich rond 1300 v.Chr. de Urnenveldencultuur, die duurde tot circa 700 v.Chr. Het cultuurgebied overlapt met de latere Hallstatt- en La Tènecultuur. Beide zijn geïdentificeerd als Keltisch, en het gevolg is dat de Urnenveldencultuur gezien wordt als Proto-Keltisch. Ze geldt als voorstadium voor de latere Indo-Europese culturen in de westelijke periferie van het continent, zoals in Iberië. De Noord-Italiaanse Villanovacultuur (1100-900 v.Chr.) en de Keltische Lepontische en Golaseccacultuur (1200-900 v.Chr.) zijn eveneens beschouwd als uitvloeisel van de Urnenveldencultuur.
Archeologische vondsten bewijzen Keltische aanwezigheid in Noord-Italië in die periode, al is de link tussen de Villanovacultuur en Urnenveldencultuur onzeker. Als de Urnenveldencultuur Proto-Keltisch is, dan ligt het in de lijn der verwachtingen dat de Proto-Italiërs er sterk mee verbonden zijn, wat ook taalkundig het geval is. In plaats van migratie kan het echter evengoed om rituele en technologische diffusie gaan. Een tweede punt is dat de Villanovacultuur ook het gebied van de niet-Indo-Europese Etrusken bevat. Die waren waarschijnlijk de overgebleven autochtone groep van het schiereiland. Italische migratiegolven vonden in de kopertijd en bronstijd plaats, verbonden met de Remedello-, Rinaldone- en Gaudocultuur (3500-2500 v.Chr.), wat mede samenvalt met de introductie van het paard in Italië. Die culturele identificaties zijn niettemin omstreden, mede omdat bijvoorbeeld de Rinaldonecultuur overlapt met de Etruskische beschaving. Die migratiegolven kwamen hoe dan ook om taalkundige redenen eerder vanuit het noorden (verwacht via de koerganhypothese) dan vanuit de Balkan (verwacht via de Anatolische hypothese). Het Proto-Italisch deelt namelijk enkele isoglossen met het Keltisch en Germaans, niet met het Grieks. Aanvullende migratie zou ook in de ijzertijd nog hebben kunnen plaatsvinden.
De Indo-Europeanisering van de Balkan kan verschillend worden voorgesteld, afhangend van waar men het Indo-Europese thuisland plaatst. Naast het Grieks zijn er meerdere slecht overgeleverde Indo-Europese talen uit de regio bekend, zoals het Thracisch, Macedonisch, Dacisch en Illyrisch. Een reeks op elkaar voortbouwende culturen kunnen in Thracië onderscheiden worden vanaf de Otomani-Wietenbergcultuur in de late bronstijd. Rond 3300 v.Chr. bestaat de eerste grote discontinuïteit, en is er een breuk met voorgaande culturen die teruggaan tot het neolithicum. Die datum correspondeert met de vermoedde Indo-Europese westwaartse migratie vanuit de steppen, geredeneerd vanuit de koerganhypothese. Dit vindt ondersteuning in het feit dat de Yamna-koergans tot in Bulgarije bestaan. Ook vanuit fysiek-antropologische hoek lijken skeletten van indringende bevolking Pontisch te zijn. Tegenstanders stellen echter dat de Balkanculturen rechtstreeks op het neolithicum teruggaan, circa 6000 v.Chr., op basis van de duidelijke continuïteit van bewoonde plaatsen in met name Bulgarije.

## Het begrip 'Indo-Europees' in moderne context
De Indo-Europese taalfamilie vindt men in Europa en Zuid-Azië en in Europees gekoloniseerde gebieden als Amerika en Australië. Taalverwantschap impliceert niet automatisch etnische of culturele verwantschap. Perzisch, Urdu (beide met een (aangepast) Arabisch alfabet), Hindi (geschreven in het Devanagari), Engels, Spaans, Duits, Russisch behoren alle tot deze wereldwijd grootste taalfamilie. Het vroeger gehanteerde begrip 'Indo-Europese volken' wordt in de antropologie niet meer gebruikt.